# Cimetière de Vanves
Le cimetière de Vanves est le cimetière communal de la commune de Vanves dans les Hauts-de-Seine,,.

## Description

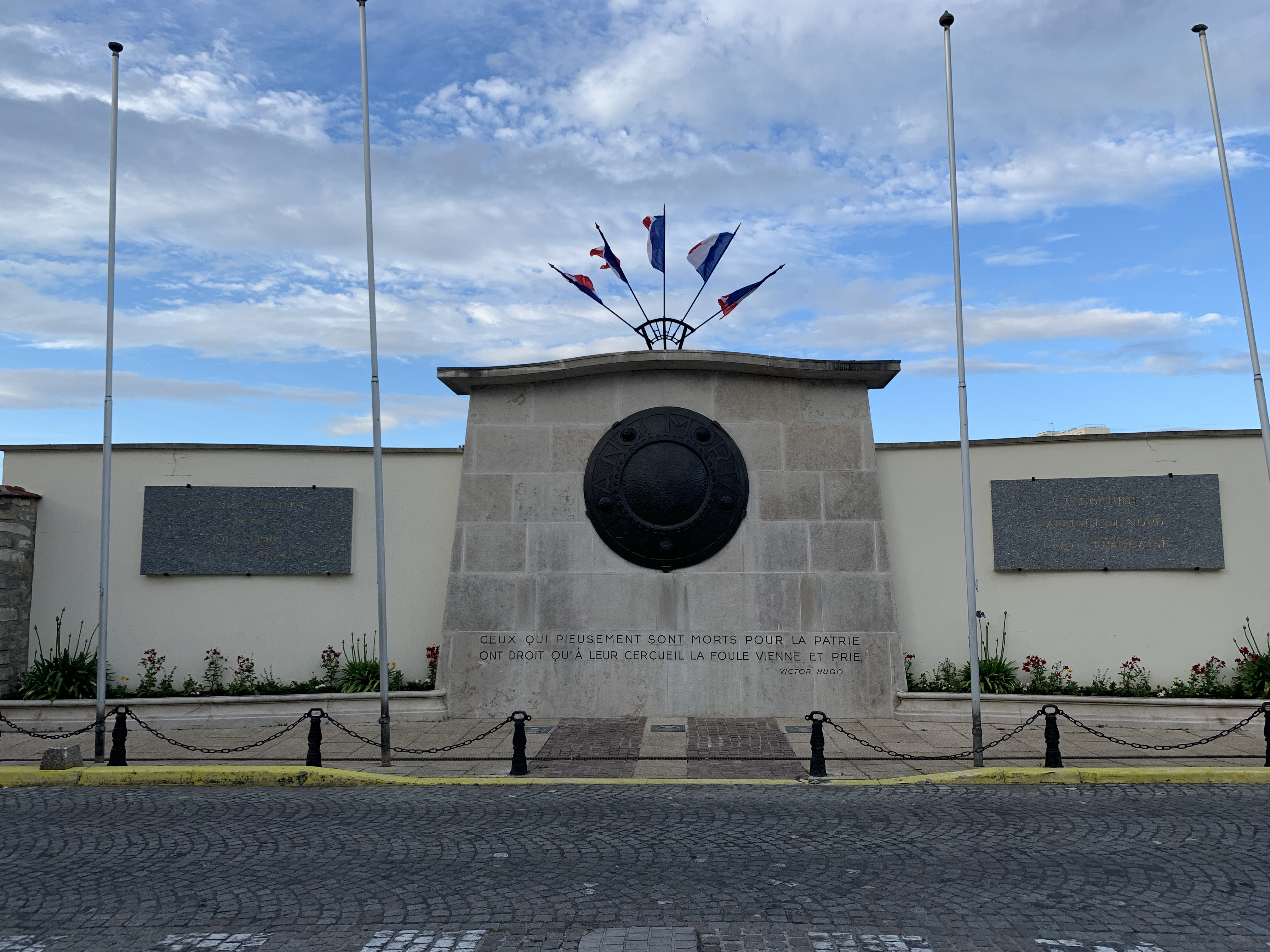
Le monument aux morts de Vanves.

Ce cimetière est créé sur un terrain en forme de quadrilatère. Il est entouré de la rue Sadi-Carnot - son principal accès, de la rue Jean-Bleuzen , de la rue René-Sahors et de la rue Barbès, et traversé en biais par l'avenue Marcel-Martinie sur la route départementale 61A.
Il s'y trouve aussi un carré militaire. Une croix commémore les morts pour la France de la guerre franco-prussienne : « Morts pour la Patrie ! Ici reposent les restes mortels de 67 soldats morts en défendant le sol sacré de notre France ». Outre ce monument, deux-cent-douze tombes militaires s'y trouvent.
Un monument aux morts y a été édifié en 1924,,.
Le tombeau de la famille Condamenet est recensé à l'inventaire général du patrimoine culturel sous la référence IA00060628, ainsi que celui de la famille Barthelemot.

## Historique
Après décision prise en 1811, le cimetière de Vanves a été ouvert en 1836, puis a été agrandi en 1876, avec l'acquisition du terrain au sud de la route départementale 61A.
Le 30 mai 1918, le cimetière est victime des bombardements de Paris et de sa banlieue durant la Première Guerre mondiale.

## Personnalités

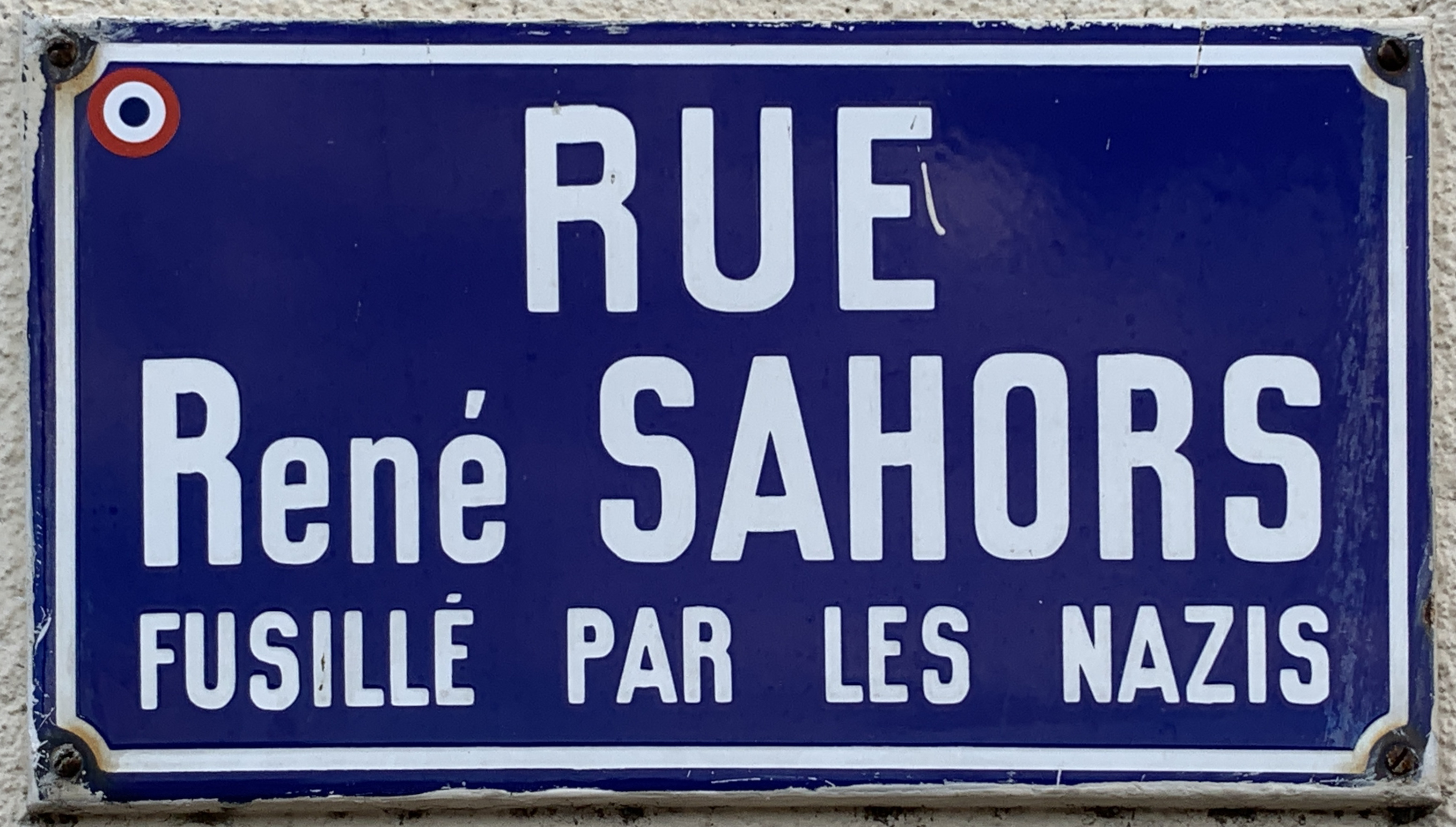
La rue René-Sahors, qui borde le cimetière côté ouest.

- Frantz Adam (1886-1968), psychiatre.
- François Brune (prêtre), théologien, chercheur.
- Le chansonnier devenu promoteur immobilier Alexandre Chauvelot (1796-1861).
- Lucien Coëdel (1899-1947), acteur.
- Colette Darfeuil (1906-1998), actrice.
- Albert Gazier (1908-1997), syndicaliste, résistant, député de la Seine et ancien ministre de la IVe République.
- Le journaliste Jean Offredo (1944-2012).
- Hubert Ponscarme (1827-1903), sculpteur et médailleur.
- René Sahors, fusillé comme otage en 1942[12].
- Le général Bernard Saint-Hillier (1911-2004), Compagnon de la Libération.
- Félix Voisin (1794-1872), psychiatre, ancien maire de la ville.
- Le général Zveguinzoff, général de l'Armée russe blanche, venu en France entre les deux guerres.